# Wernau (Adelsgeschlecht)

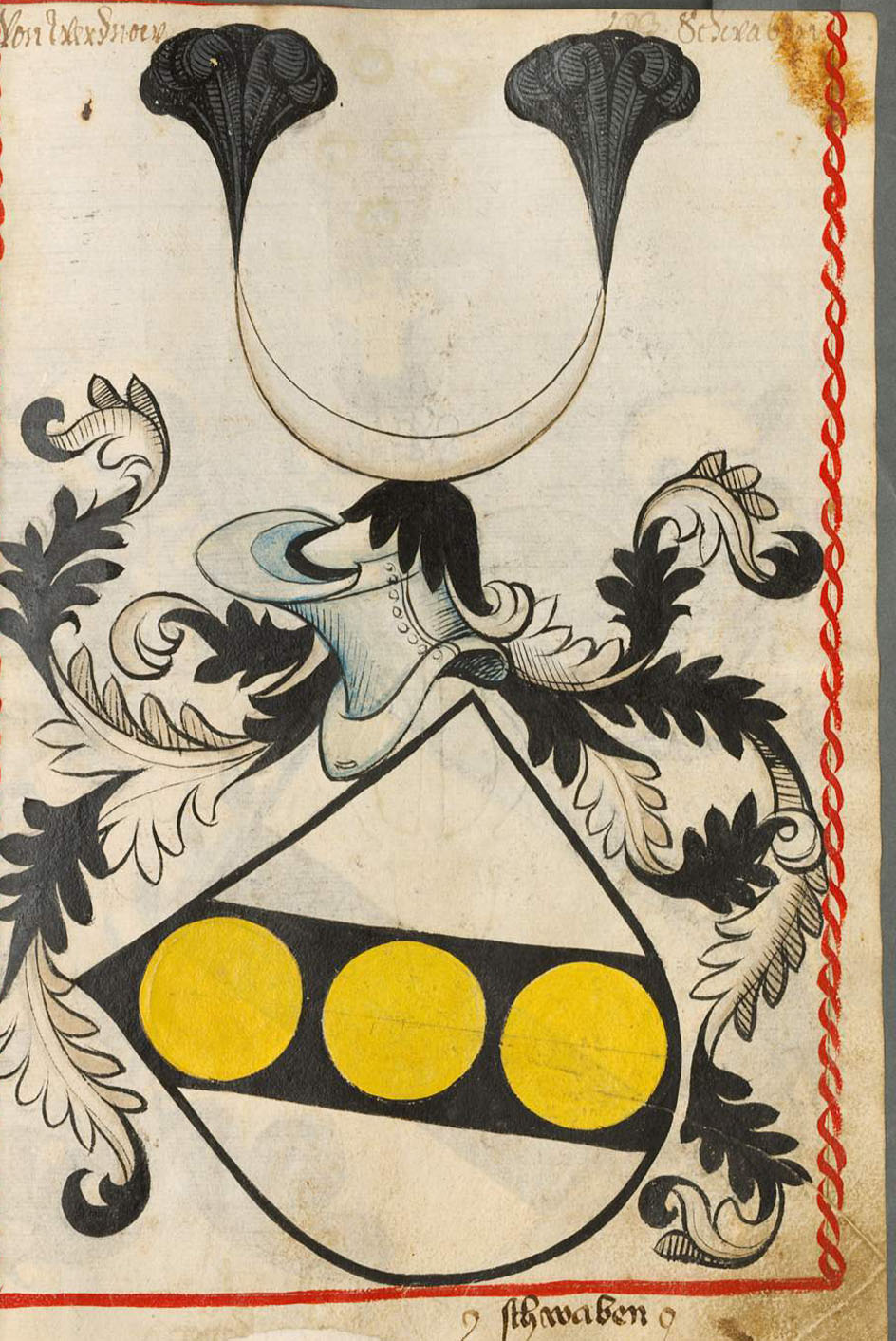
Wappen der Familie nach dem Scheiblerschen Wappenbuch

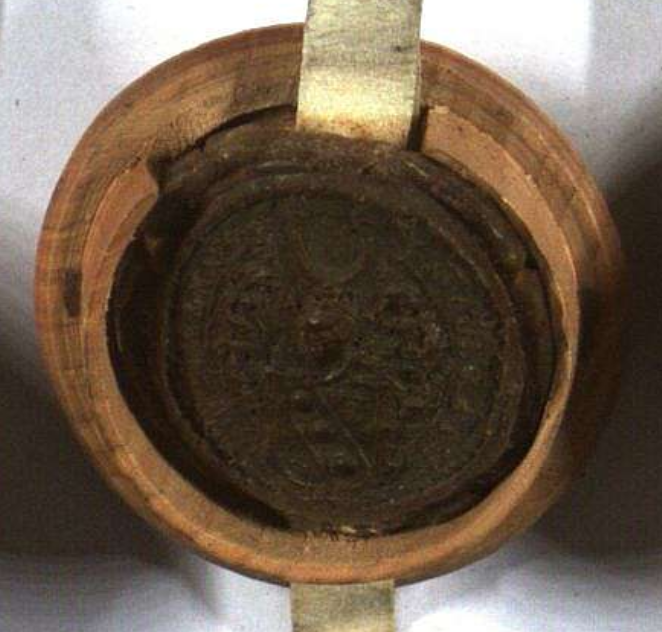
Das Wernausche Siegel an einer Urkunde von 1606 von Wilhelm und Konrad von und zu Wernau (Werdnaw)

Die Familie von Wernau ist ein altes schwäbisches Adelsgeschlecht.

## Geschichte
Namensgebender Stammsitz ist die ehemalige Burg Wernau in dem Weiler Wernau, heute Ortsteil von Erbach. Die Stadt Wernau im Landkreis Esslingen in Baden-Württemberg entstand erst 1938 durch den Zusammenschluss der beiden Gemeinden Pfauhausen und Steinbach. Maßgeblich für diese Umbenennung waren die Ortsherrschaft und der Güterbesitz der Herren von Wernau in den beiden Orten.
Die Familie ist mit Heinrich von Wernau als Zeuge des Grafen Ulrich von Berg 1264 erstmals urkundlich erwähnt. In älteren Urkunden wird auch der Beiname Muskunic erwähnt (H[einricus] miles dictus Muskunic et Conradus frater suus dictus de Werdenowe). Sie waren Ministerialen der Grafen von Berg-Schelklingen (daher der Schrägrechtsbalken im Wappen) und der Herren von Steußlingen (Alb-Donau-Kreis). Zunächst hatten die Herren von Wernau ausgedehnten Güterbesitz insbesondere auf dem Hochsträß (Altheim, Burg Gleißenburg) und in der Stadt Schelklingen, wo sie das sogenannte Wernauer Schlößle besaßen (seit 1698 Spital zum Heiligen Geist). Enge Beziehungen hatte das Geschlecht auch zum Kloster Urspring, in welches mehrere weibliche Familienmitglieder als Nonnen eintraten. In die Urspringer Klosterkirche stiftete die Familie von Wernau 1473 einen Familienaltar, die sog. Wernausche Kaplanei, welche vom Wernauer Kaplan, der in Schelklingen im Wernauschen Kaplaneihaus wohnte, betreut wurde.
Später verlagerten sich Besitz und Lebensraum der Herren von Wernau in den mittleren Neckarraum. Um 1400 erwarben sie die Stadt Wendlingen, den Freihof in Kirchheim unter Teck und Güter in Pfauhausen und in Steinbach. Im Langhaus der Martinskirche zu Kirchheim war nach einer Notiz von 1592 ein großer Stammbaum der Wernauer gemalt. In der Eusebiuskirche zu Wendlingen befindet sich ein Erbbegräbnis der Familie. Von 1432 bis 1478 besaß ein Zweig der Familie Pfandschaftsrechte in Weilheim an der Teck, wo sie im Stadtschloss residierten. Dieses erweiterten sie 1469 um den einzig noch erhaltenen Südflügel (Löwenscheuer). 1471 beurkundet ein Jerg von Wernau zu Pfauhausen, der für 5500 Rheinische Gulden Pfauhausen, Burg und Dorf mit Leuten, Gütern, Gerichten, Zwing und Bann, allen Zinsen usw. an die Brüder Ritter Wilhelm und Ludwig von Wernau verkauft. Auch ein Heinrich von Wernau zu Wendlingen beurkundet als Zeuge.
Während bis zum Anfang des 16. Jahrhunderts noch weitere Erwerbungen den Besitz vergrößerten und abrundeten, waren die von Wernau ab Mitte des 16. Jahrhunderts wegen zunehmender Verschuldungen zu Verkäufen gezwungen. Als 1552 der Verwandte Hans von Ehingen kinderlos gestorben war, ging dessen Besitz an vier Brüder aus der Familie Wernau über. Einer von diesen war Hans Veit, Bauherr des Schlosses Pfauhausen, der 1592 Valentin Salomon von Fulda mit der Verfassung einer Familienchronik beauftragte, welche heute eine wichtige Quelle darstellt. Die Familie befand sich auf einem Höhepunkt, nur eine Generation später wurde die Aufteilung der umfangreichen Besitzungen notwendig. Bis Anfang des 17. Jahrhunderts spaltete sich die Familie in zwei Linien auf, die beschlossen hatten, auf gegenseitige Erbansprüche zu verzichten. Die Unterboihinger Linie, für die im Jahr 1628 ebenfalls Besitzungen in Donzdorf und Bieringen (Schöntal) belegt sind, starb 1684 im Mannesstamm aus, die Linie zu Dießen, Dettingen, Bittelbronn und Baisingen mit Hans Georg von Wernau im Jahre 1696. Dabei war der Würzburger Fürstbischof Konrad Wilhelm von Wernau, der bereits kurz nach seiner Wahl verstarb, der letzte Namensträger aus der Unterboihinger Linie.
Durch die verschiedenen Besitzungen war die Familie in gleich drei schwäbischen Ritterkantonen organisiert, nämlich dem Kanton Kocher, dem Kanton Donau und dem Kanton Neckar-Schwarzwald.

## Wappen
Die Wernauer tragen als Wappen in Silber einen schwarzen Schrägbalken, belegt mit drei goldenen Kugeln. Die drei Kugeln symbolisieren die Nikolauslegende, nach der der Bischof Nikolaus von Myra drei armen Mädchen des Nachts dreimal drei Goldbeutel durchs Fenster warf und ihnen somit die Hochzeit ermöglichte.

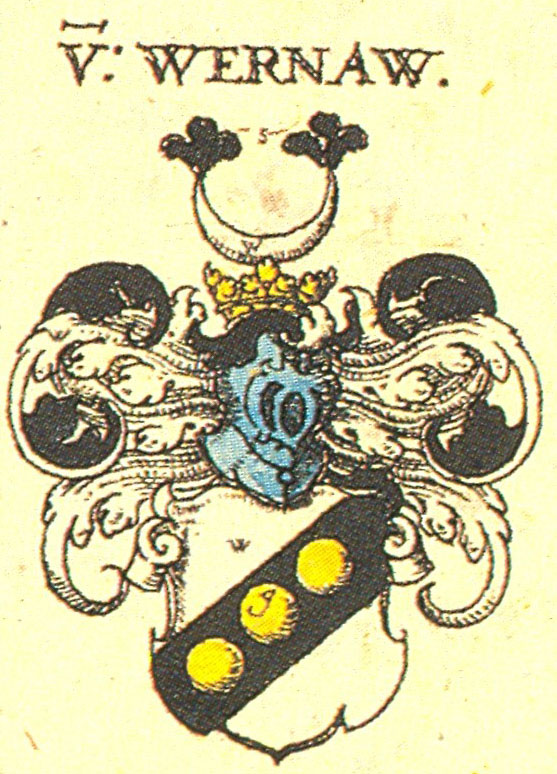
Wappen nach Siebmacher
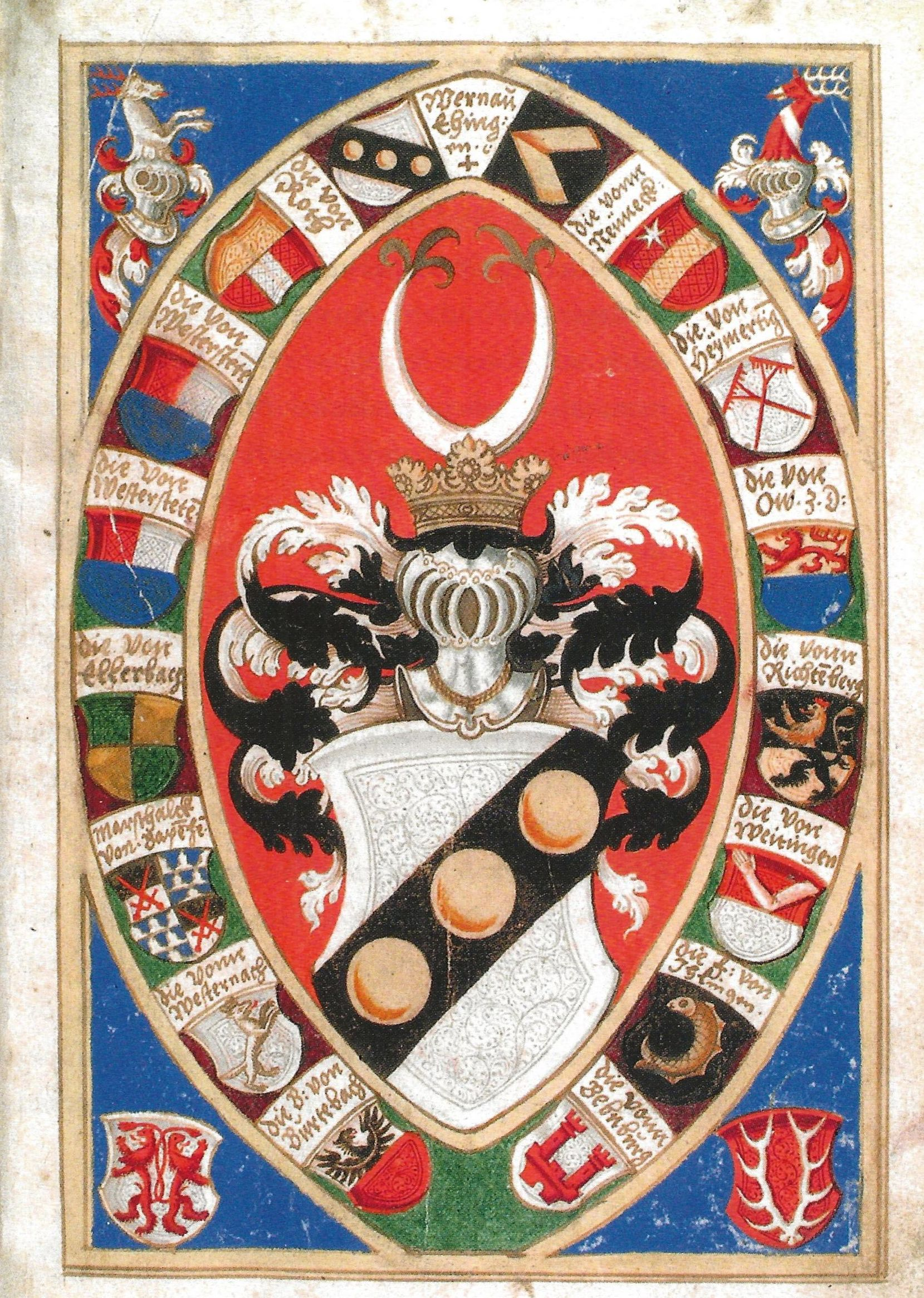
Titelblatt der Chronik der Herren von Wernau, Handschrift des Valentin Salomon von Fulda (um 1592)

Elemente des Wernauer Wappens finden sich noch in heutigen Gemeinde- bzw. Städtewappen:

Wernau
Wendlingen am Neckar
Waltenhausen

## Ehemalige Herrensitze

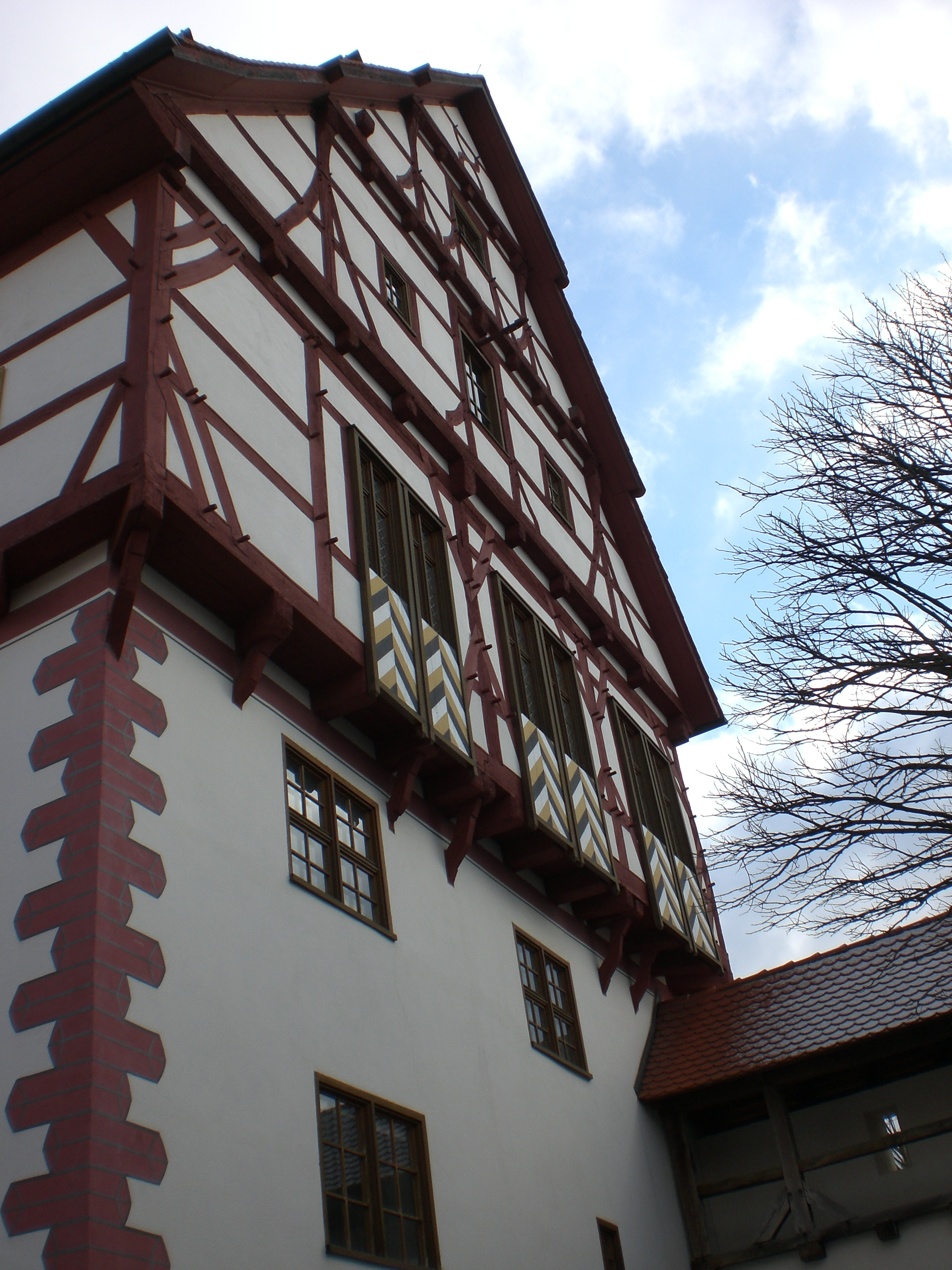
Spital zum Heiligen Geist in Schelklingen
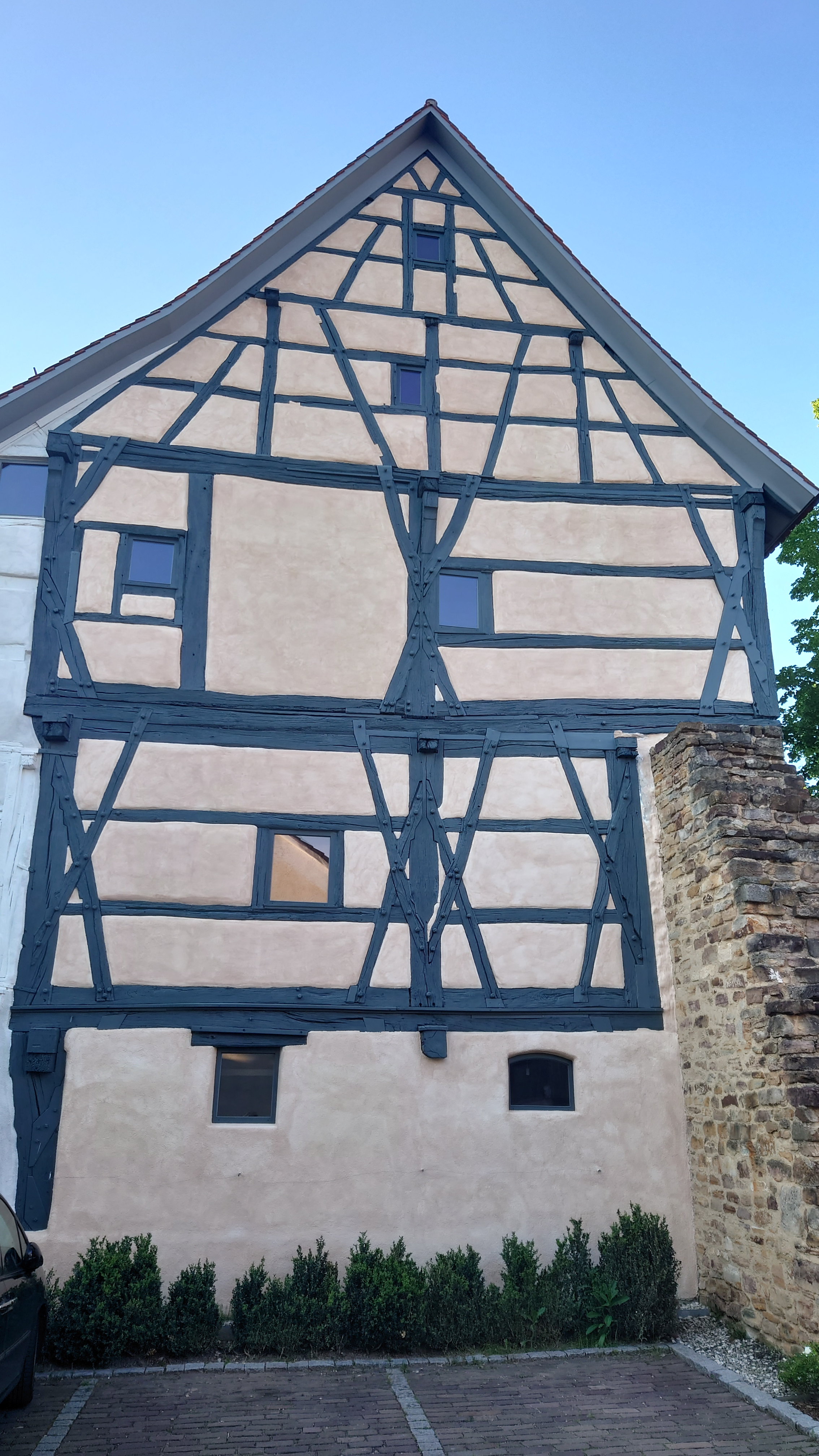
Erhaltener Südflügel des ehemaligen Stadtschlosses in Weilheim an der Teck
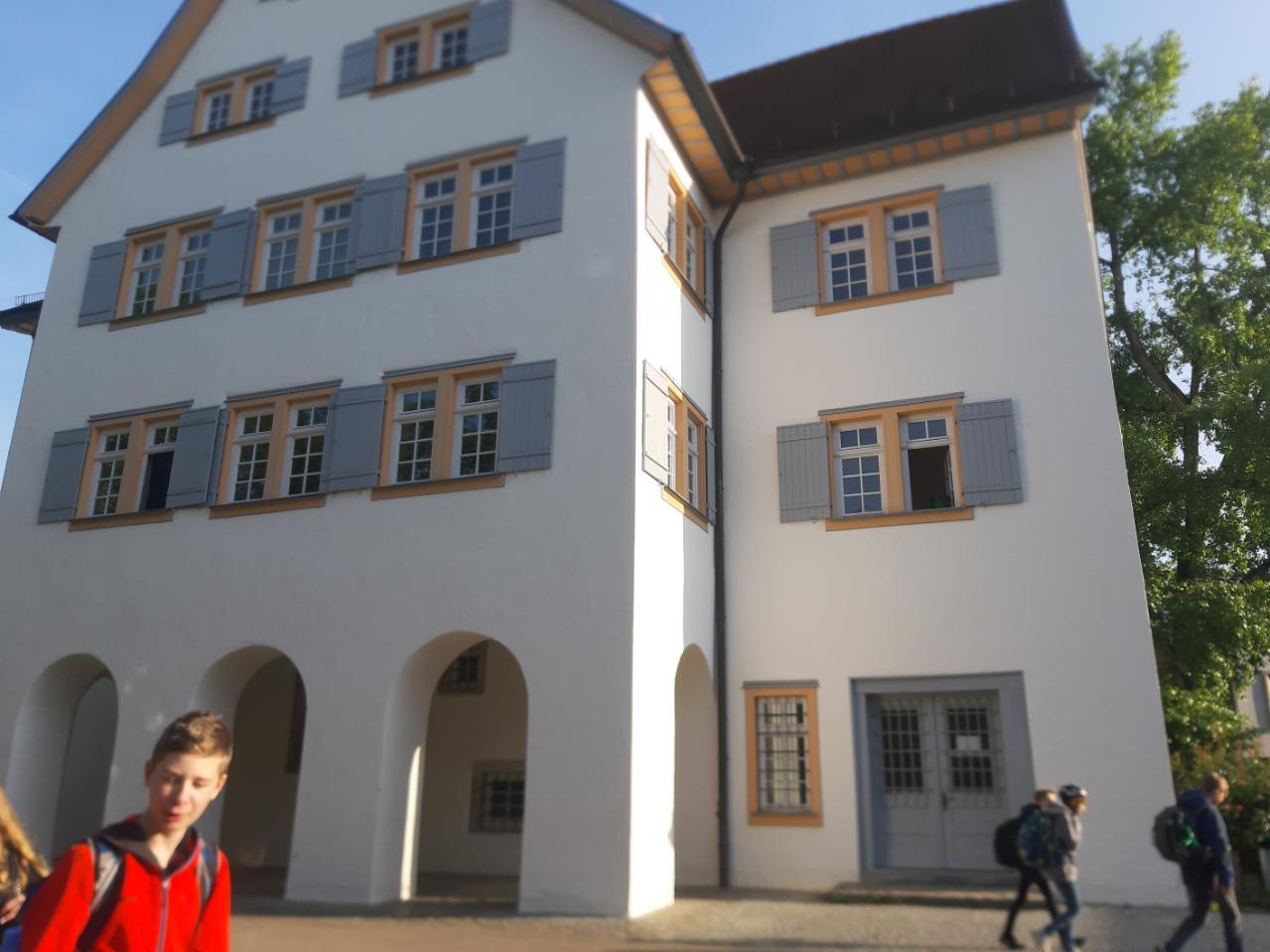
Freihof in Kirchheim unter Teck (bis 1427)
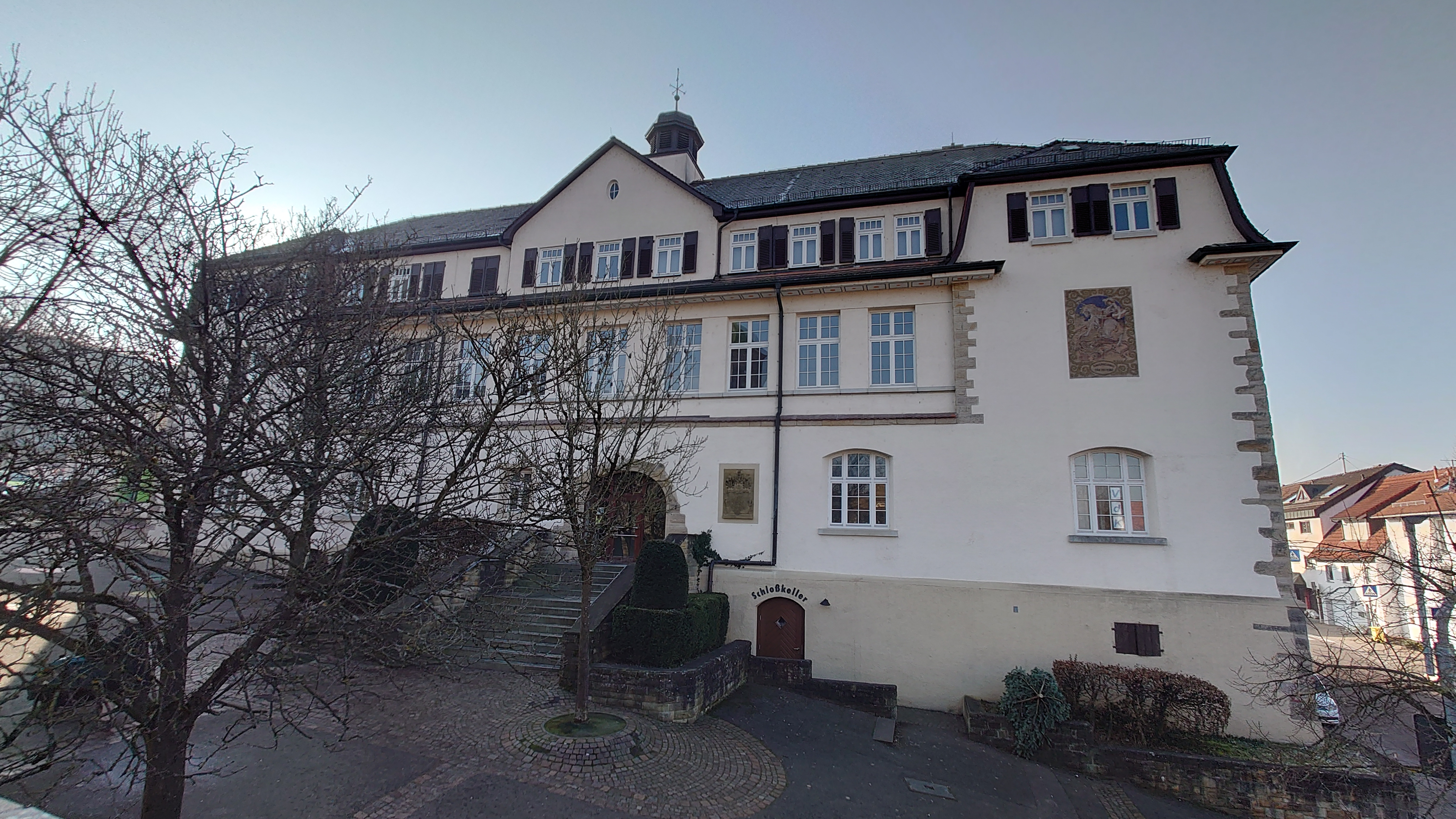
Schloss Pfauhausen, ehemaliges Renaissance-Kastell, Sitz der Linie Pfauhausen
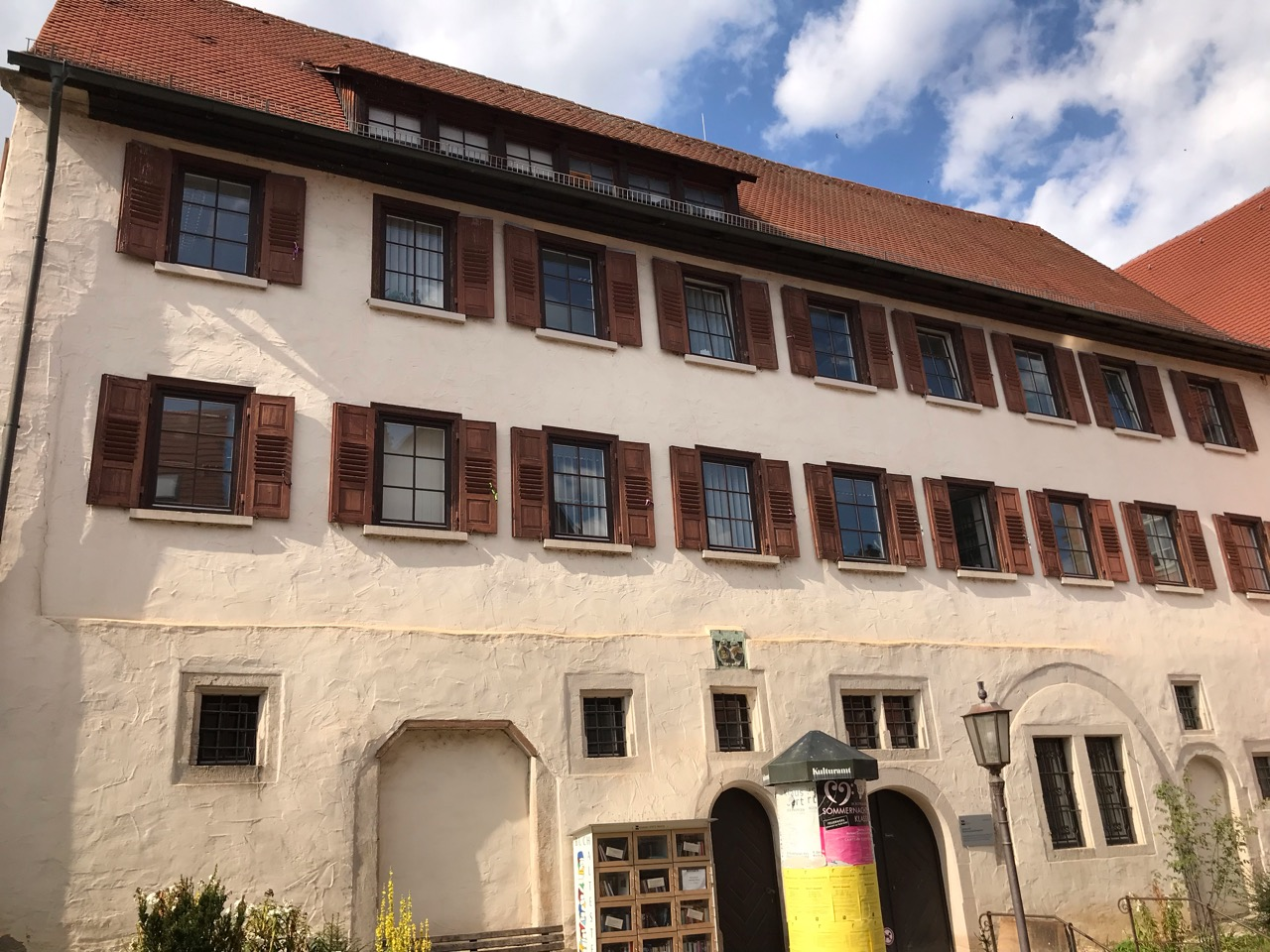
Wernauer Hof, Rottenburg am Neckar, Stadtsitz der Linie Dießen
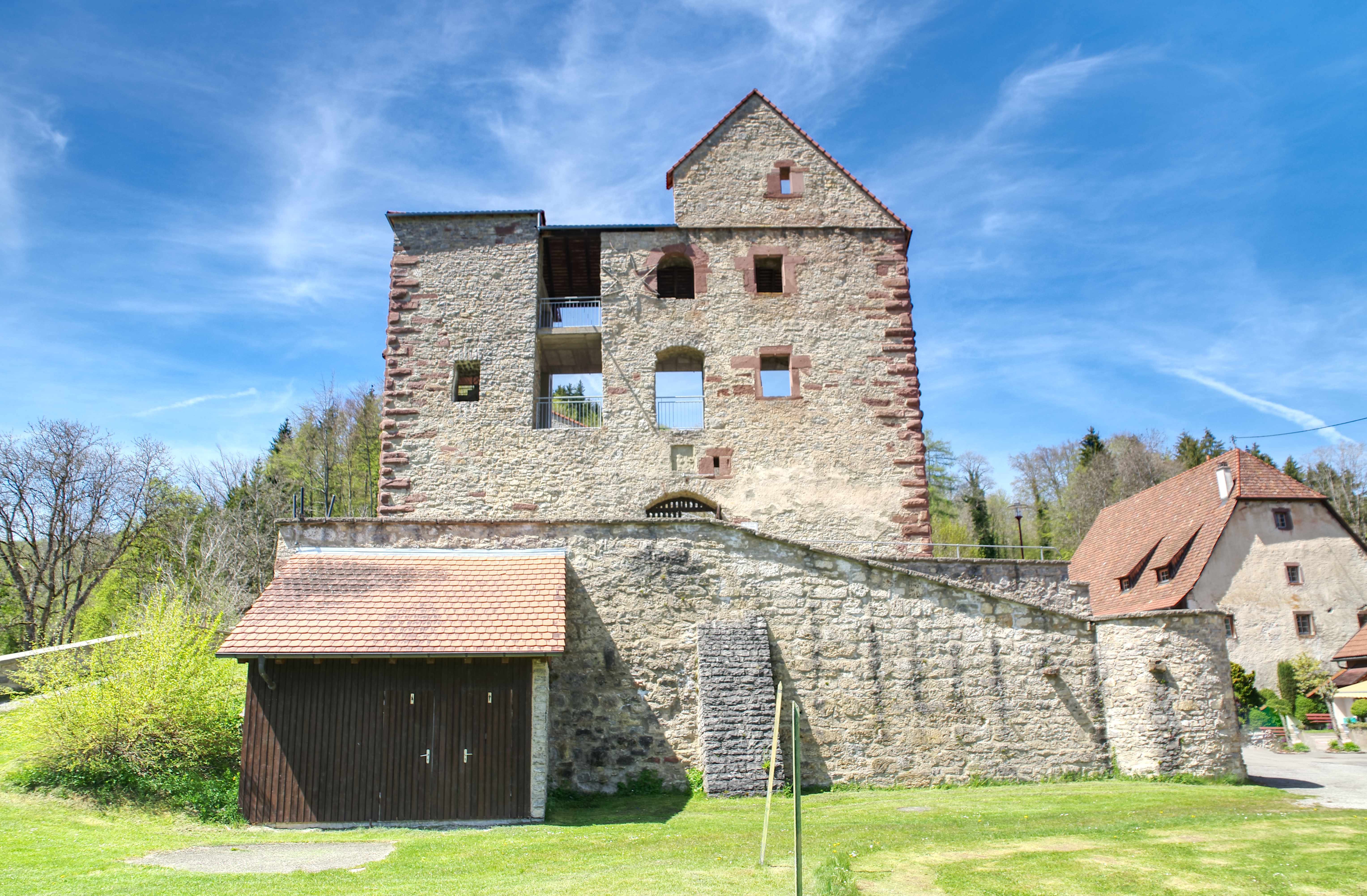
Burg Hohendießen, Horb, Sitz der Linie Dießen

## Persönlichkeiten
- Pilgrim II. von Wernau: Fürstabt von Kempten (1434–1451), mutmaßlicher Auftraggeber einer Handschrift über 30 Wunder, die Hildegard zugeordnet wurden.[11]
- Dietrich von Wernau (auch: Dietrich von Werdenau): Großkomtur des Deutschen Ordens (1447–1449)[12], Komtur zu Rehden (1449–1454)[13]
- Wilhelm von Wernau: Deutschordensritter, Bruder des Dietrich von Wernau, Hauskomtur zu Nürnberg (1427–1430), Komtur auf Schloss Virnsberg (1434–1439), Komtur zu Donauwörth (1444–1450 und 1456–1469)
- Johann I. von Wernau: Fürstabt von Kempten (1460–1481)
- Ulrich von Wernau († 14. März 1495), als Ulrich II. von 1486 bis 1495 Reichsprälat und Propst des Klosterstifts Berchtesgaden
- Jakob von Wernau († 1533):[14] Leutnant bzw. Hauptmann des Schwäbischen Bundes, beteiligt als Anführer von Fußtruppen im Krieg 1519 gegen Ulrich von Württemberg[15] und 1523 im Fränkischen Krieg (siehe auch Wandereisen-Holzschnitte von 1523), Leutnant unter Georg von Frundsberg in der Schlacht bei Pavia (1525), Oberst des Fußvolks unter Philipp (Pfalz-Neuburg) vor Wien (siehe Erste Wiener Türkenbelagerung),[16] Ortsherr von Waltenhausen,[17] Obervogt in Schorndorf[14]
- Johannes von Wernau (auch: Hans Eitel von Wernau): Ritter des Johanniterordens, Komtur zu Kleinerdlingen 1516–1540,[18] dargestellt auf der Tafel Die Heimsuchung des Kleinerdlinger Altars von Hans Schäufelin (erkennbar am Wappen mit den drei Kugeln)[19]
- Johann Conrad von Wernau († 1553), Ritter und Student
- Konrad von Wernau (* 1561 in Pfauhausen; † 1630 in Würzburg):[20] fürstlich-ellwangischer Hofrat und Stadtvogt von Ellwangen (erwähnt 1611-1614);[21] 1576 Studium in Dillingen, 1580 an der Universität Dole, 1583 Studium in Orléans;[22] 1594 heiratete er Margaretha Barbara von Aschhausen, Schwester des Bischofs von Bamberg, Johann Gottfried von Aschhausen.[23]
- Georg von Wernau (* 1584 in Pfauhausen; † 1620 in Prag)[24]: 1593 Studium in Dillingen,[25] fürstbischöflich Eichstättischer Fähnrich und Obrist nach der Schlacht am Weißen Berg in Prag verstorben und dort in St. Jakob beigesetzt.[26]
- Veit Gottfried von Wernau (11.September 1601–25.Oktober 1649), aus der Linie Pfauhausen, Domherr in Würzburg ab 30. Oktober 1610; 1626 wurde er Kapitelherr, und 1627 Domdechant. Er war außerdem Propst von St. Burkard in Würzburg (27. März 1645–1649), Propst von Stift Haug und von Wechterswinkel[27]. Sein aus Metall gefertigtes Epitaph hängt am zweiten südlichen Hauptschiffpfeiler des Würzburger Domes, ins südliche Seitenschiff gerichtet[28]. Ebenfalls im Kiliansdom ist ein von ihm gestiftetes und in Messing gegossenes Chorpult aus dem Jahr 1644 erhalten, dass in der Nürnberger Giesserei von Johann Wurzelbauer hergestellt wurde[29].
- Konrad Wilhelm von Wernau († 1684): Fürstbischof von Würzburg (1683–1684), letzter der Linie Unterboihingen

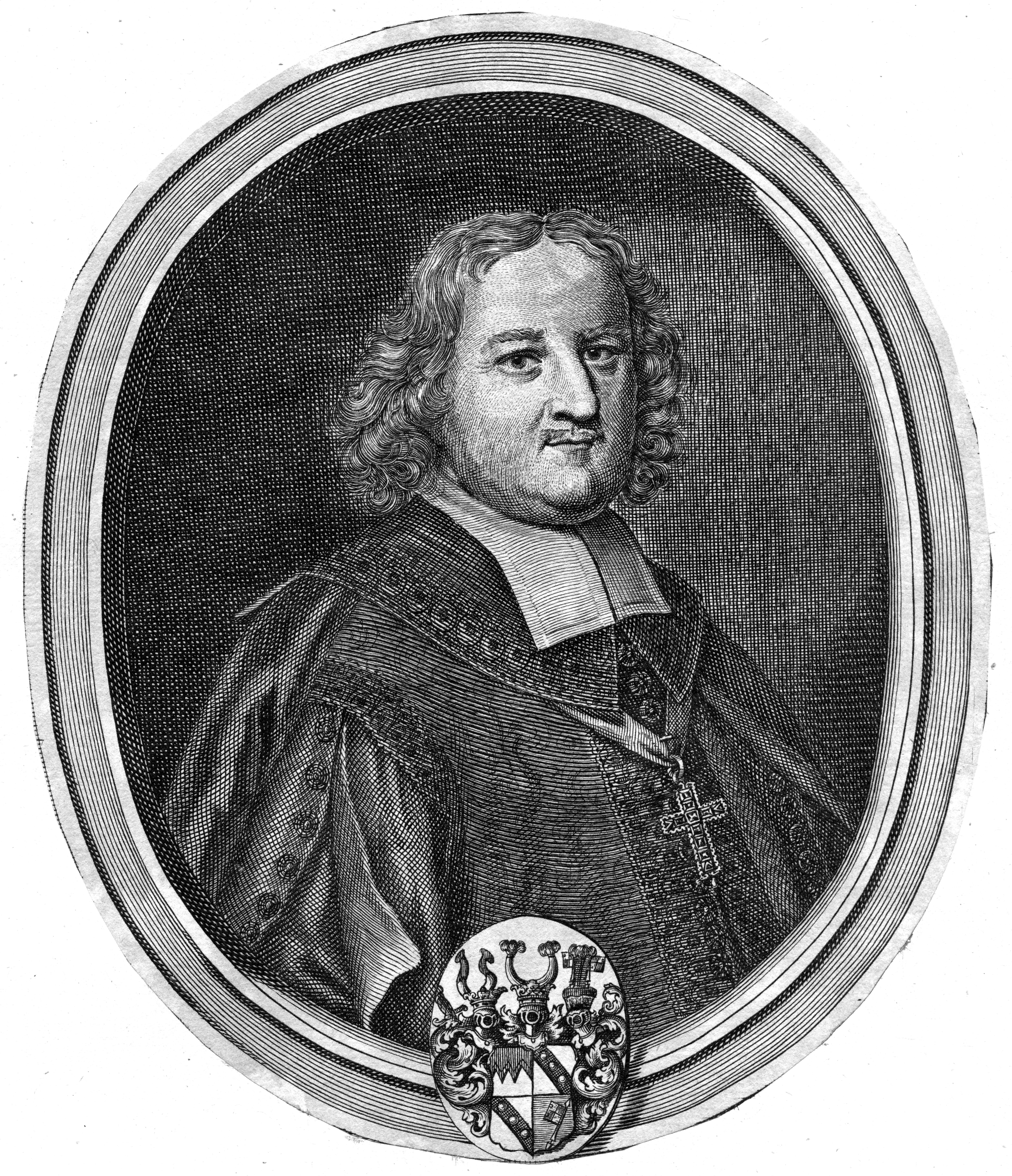
Fürstbischof Konrad Wilhelm von Wernau
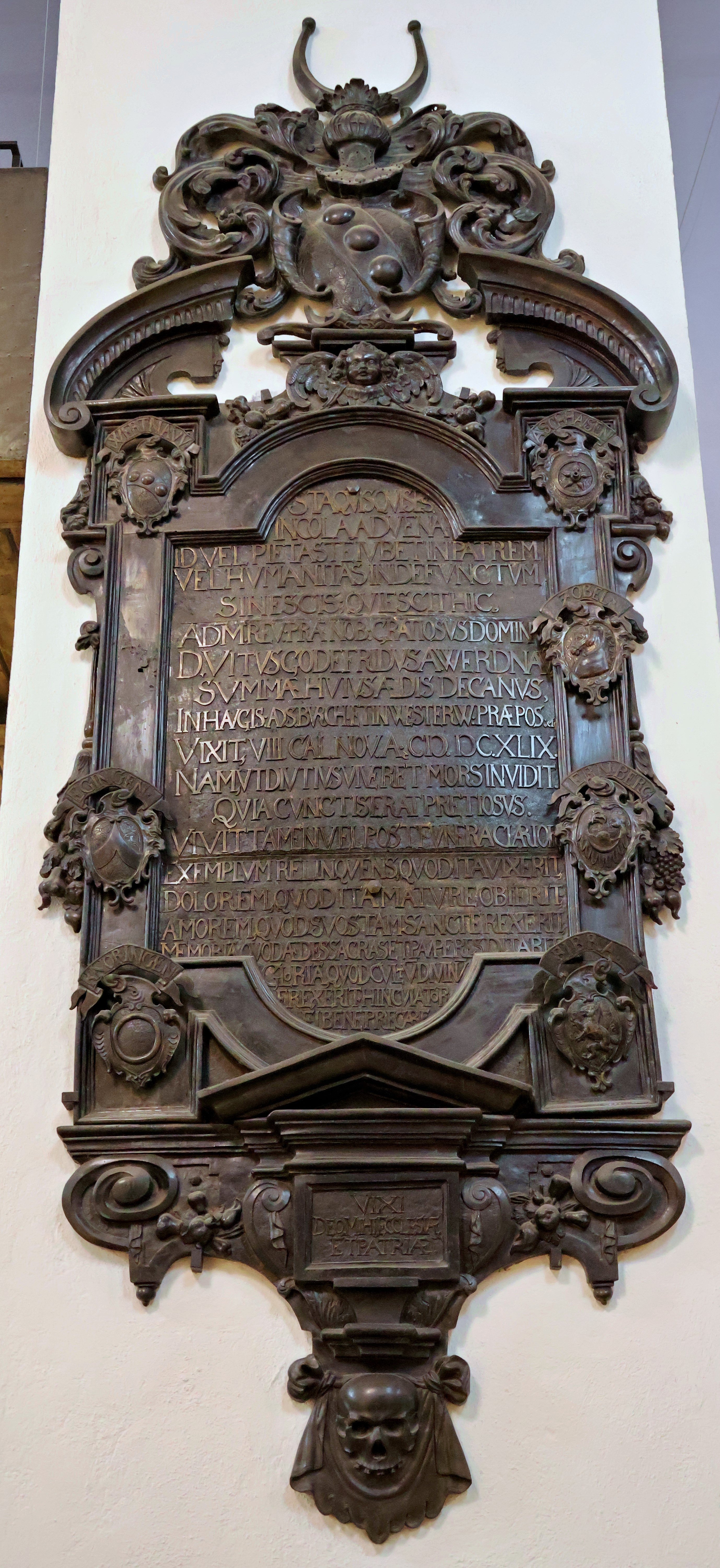
Epitaph von Veit Gottfried von Wernau im Würzburger Dom